# Célibat consacré

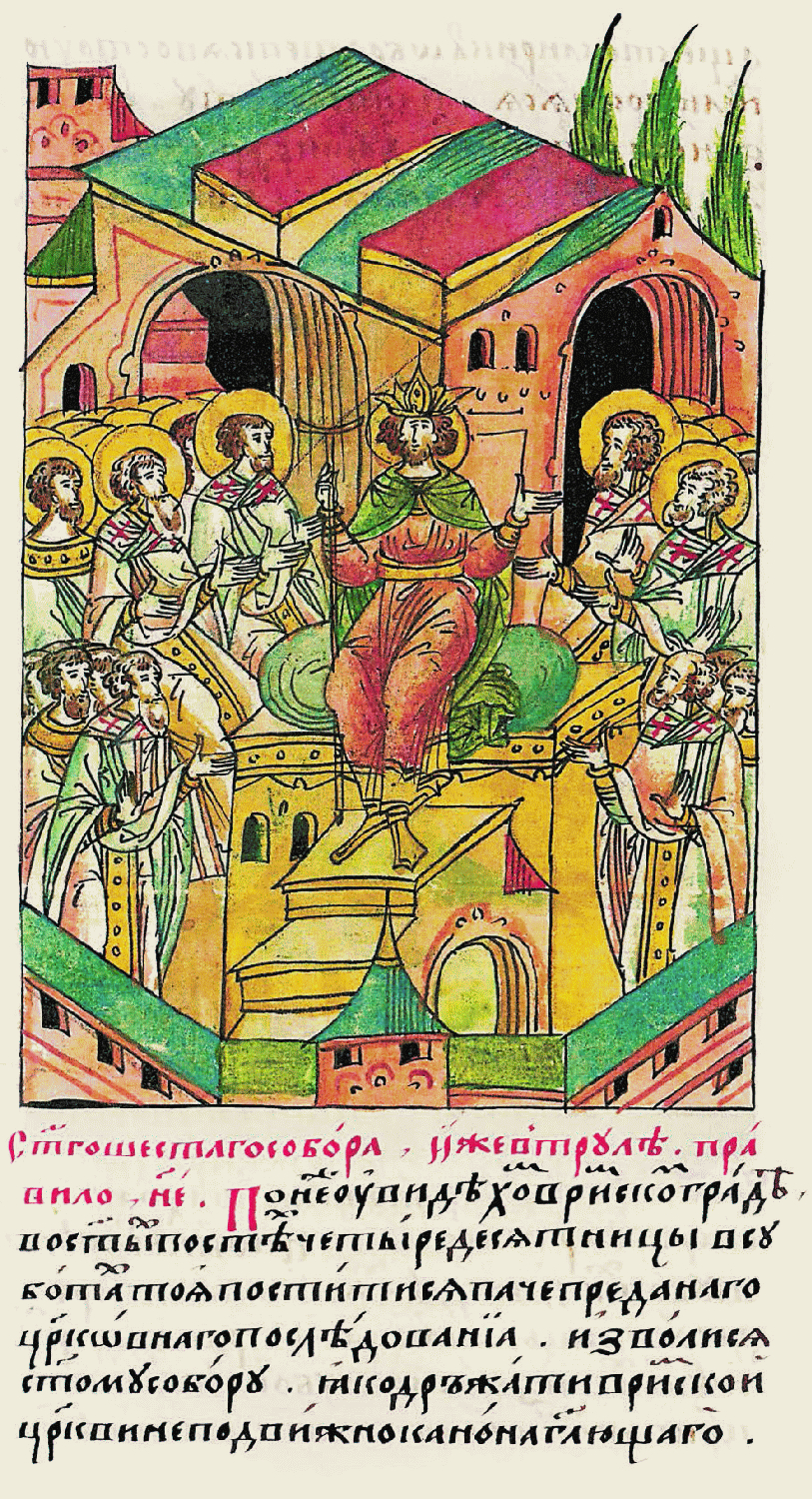
Le Concile in Trullo (691-692), Chronique illustrée d'Ivan le Terrible, XVIe siècle.

La portée du célibat consacré ou célibat sacerdotal dépend de l'interprétation des religions au sujet du mariage et des relations sexuelles.

## Judaïsme et islam
Le judaïsme et l'islam ont en commun de réprouver le célibat.

## Christianisme

### Fondements scripturaires
Jésus est l'unique « grand prêtre » (Heb 3, 1) au sein duquel le sacerdoce chrétien s'inscrit. Lui-même se présente comme l'époux chaste (Lc 5, 34) et Paul explique à l'Église qu'elle est comme une vierge fiancée au Christ (2 Cor 11, 2) dont les noces sont consommées dans la plénitude de la vie divine. Cependant, ni le sacerdoce de la Première Alliance, le sacerdoce lévitique, ni les premiers ministres de la Nouvelle Alliance, les apôtres, ne partageaient intégralement cette virginité. En effet, les lévites n'étaient tenus à l'abstinence sexuelle que le temps de leur service au temple, pendant lequel ils quittaient leur foyer (comme Zacharie cf. Lc 1, 23-24) ; le premier des apôtres, Pierre, de son côté, a bien une belle-mère (Mt 8, 14). Jésus décrit le célibat en vue du Royaume, comme un appel spécifique (Mt 19, 12), et qui est explicitement porté en plus grande estime que le mariage par Paul (1 Cor 7, 32-38).

### Église catholique
Dans l'Église catholique, il y a divers types de célibats :
- « vœu de chasteté » et « célibat sacerdotal » : l'estime chrétienne pour la continence parfaite  recoupe le célibat sacerdotal mais le déborde largement, comme le démontrent toutes les formes de vies consacrées depuis les vierges des Actes des Apôtres jusqu'à la grande tradition du monachisme.
- « continence des clercs » et « ordination de célibataires » : lors des sept premiers siècles, beaucoup de clercs, évêques, prêtres et diacres, sont choisis parmi les hommes mariés. Par exemple Grégoire le Grand est l'arrière petit-fils du pape Félix II. À partir de leur ordination, il leur est demandé de garder la continence perpétuelle d'un commun accord avec leur épouse ; les premiers documents l'attestant étant du IVe siècle, en particulier les décrétales du Pape Sirice, l'interprétation de la pratique des quatre premiers siècles reste ouverte. Quoi qu'il en soit, ce n'est qu'après cette période de sept siècles qu'apparaîtra petit-à-petit la pratique puis la décision de ne plus admettre aux ordres que des hommes non mariés.
- le « fait » du célibat sacerdotal et sa « justification théologique » : même lorsqu'il n'est pas la norme, le célibat sacerdotal est tenu pour quelque chose d'excellent, et ainsi le Concile Quinisexte, réuni dans une atmosphère hostile à Rome, exigera la continence pour l'épiscopat (cf. canons 12 et 48). Le célibat sacerdotal est donc une réalité vécue avant que les influences de chaque époque n'amènent leur lot de justifications comme la dépréciation des relations sexuelles dans l'antiquité tardive ou la conservation des biens du clergé au Moyen Âge, justifications qui ne sont pas évangéliques et s'évaporent avec le temps, comme en témoigne l'argumentation de l'encyclique Sacerdotalis Caelibatus.
- « ordination d'hommes mariés » et « mariage des prêtres » : la tradition commune à l'Orient et l'Occident admet que l'ordination fige l'ordinand dans son état : le célibataire le restera donc, et si depuis les premiers temps de l'Église des hommes mariés ont été ordonnés, il n'a jamais été question de "mariage des prêtres" : ainsi par exemple le canon 6 du Concile Oriental in Trullo, qui permet pourtant aux diacres et prêtres de vivre avec leur épouse légitimes, c'est-à-dire d'un mariage datant d'avant l'accès aux ordres majeurs. Pour ce qui est de l'impossibilité de se marier pour un homme ordonné, il reprend une tradition déjà relatée par le recueil des Constitutions apostoliques au IVe s.
Ces distinctions s'établissent et se comprennent à la lumière de l'histoire du christianisme. Cependant, même les données historiques sont sujettes à des interprétations, et les auteurs des deux plus grandes sommes contemporaines de recherches sur le célibat sacerdotal lors des sept premiers siècles de l'Église ont une interprétation distincte des mêmes textes. 
La thèse de Roger Gryson est "Le principe qui se trouve aux origines de la loi du célibat ecclésiastique, est le principe de la pureté rituelle". Il résume ainsi sa recherche : « Seuls ceux qui sont purs, peuvent avoir accès à la sphère du sacré. Or, le commerce charnel est une souillure. Il faut donc s'en abstenir avant de poser un acte religieux. 
Ce principe tient à une conception très négative de la sexualité, considérée comme quelque chose de purement animal, voire de bestial. Les chrétiens ne l'ont pas découvert dans l'Évangile, mais en milieu païen et dans l'Ancien Testament. C'est en vertu de ce principe, semble-t-il, que déjà Tertullien et Origène marquent leur préférence pour les clercs qui s'astreignent à la continence, et que le concile d'Elvire tente d'imposer celle-ci aux ministres sacrés. À partir du IVe siècle, il est généralement admis qu'il faut s'abstenir des relations conjugales avant la communion. Cette règle vaut pour les laïcs et pour les clercs mineurs aussi bien que pour les clercs majeurs. Si, dans le cas de ceux-ci, elle a mené à des conséquences différentes en Orient et en Occident, cela ne tient pas au fait que l'Orient aurait eu une autre conception de la sexualité et du mariage que l'Occident. En Orient comme en Occident, on considère que les relations sexuelles, même légitimes, entraînent un état d'impureté qui rend l'homme impropre, au moins provisoirement, à la célébration ou à la réception de l'eucharistie. Toute la différence est venue de ce qu'à Rome, à la fin du IVe siècle, on tend à célébrer l'eucharistie tous les jours, alors qu'il n'en va pas ainsi, de façon générale, en Orient. En Orient, les ministres sacrés qui seraient mariés, peuvent donc continuer à user du mariage, dans l'intervalle qui sépare les célébrations. À Rome, au contraire, ils se voient astreints, qu'ils soient mariés ou non, à la continence perpétuelle, à partir de leur ordination. Il importe de souligner que l'obligation porte sur la continence ; il n'est pas question d'exiger des ministres sacrés le célibat ou la virginité. »
De son côté, le prêtre jésuite Christian Cochini défend l'origine apostolique du célibat sacerdotal en montrant qu'il n'y a pas de rupture entre le dialogue de Pierre avec Jésus, jusqu'aux conciles du IVe siècle : à Lc 18, 28-30 « Alors Pierre lui dit : "Voici que nous-mêmes, après avoir quitté ce qui nous appartenait, nous t’avons suivi". Jésus déclara : "Amen, je vous le dis : nul n’aura quitté, à cause du royaume de Dieu, une maison, une femme, des frères, des parents, des enfants, sans qu’il reçoive bien davantage en ce temps-ci et, dans le monde à venir, la vie éternelle" », répond la formulation du concile de Carthage en 390 "[…] il convient que les saints évêques et les prêtres de Dieu, ainsi que les lévites, c'est-à-dire ceux qui sont au service des sacrements divins, observent une continence parfaite, afin de pouvoir obtenir en toute simplicité ce qu'ils demandent à Dieu ; ce qu'enseignèrent les apôtres, et ce que l'Antiquité elle-même a observé, faisons en sorte, nous aussi de le garder". Aussi Christian Cochini peut-il conclure :

« Il importe de souligner ce point, qui explique la persistance des législateurs à maintenir les obligations de chasteté propres aux ministres de l'autel contre les nombreuses tentatives propres aux (?) qui visèrent constamment à les tenir en échec. On nous permettra de remarquer une fois de plus que l'histoire de la loi sur l'abstention conjugale des clercs supérieurs n'est pas celle d'une lente évolution suscitée par l'influence croissante d'un mouvement favorable à la virginité, mais d'une résistance de la tradition aux courants contraires qui se manifestèrent à diverses époques et en divers lieux. Résistance analogue à celle qui devait s'affirmer tout au long de l'histoire de l'Église ; que l'on songe par exemple à l'époque de la Réforme grégorienne, ou aux réactions provoquées au XVIe siècle par la réforme protestante. De même que l'attitude de l'Église, face à la contestation de Luther ou de Calvin, se voudra dictée par le souci de rester fidèle à la tradition héritée de Sirice et des conciles africains, l'attitude de ces derniers apparaît de son côté commandée par la préoccupation de ne pas renier l'héritage des siècles précédents, et en particulier des apôtres. Le principe augustinien voulant que « ce qui est gardé par toute l'Église et a toujours été maintenu, sans avoir été établi par les conciles, (soit) regardé à très juste titre comme n'ayant pu être transmis que par l'autorité apostolique » nous paraît donc trouver dans la discipline du célibat-continence pour les membres supérieurs du clergé que connaissaient les premiers siècles une application adéquate et justifiée. L'examen des documents et des faits historiques auquel nous nous sommes livrés le démontre, croyons-nous, avec assez de certitude. Concluons que l'obligation faite aux diacres, aux prêtres et aux évêques mariés de garder la continence parfaite avec leur épouse n'est pas dans l'Église le fruit d'une élaboration tardive, mais est au Contraire, dans toute l'acception du terme, une tradition non-écrite d'origine apostolique qui, à notre connaissance, trouva expression canonique au 4e siècle. »

#### DuIerauVIesiècle
Les premières sources sont sujettes à débat. La première prescription connue est un canon du concile d'Elvire, tenu en Espagne, vers 306, dont le canon (la décision) n°43 prescrit aux membres du clergé l'abstinence sous peine d'être exclus du ministère, mais fait clairement référence aux épouses des ecclésiastiques. Cette décision locale est étendue lors du premier concile œcuménique, le concile de Nicée, en 325 : « Le grand Concile a défendu absolument aux évêques, aux prêtres et aux diacres, et en un mot à tous les membres du clergé, d'avoir avec eux une sœur-compagne à moins que ce ne fut une mère, une sœur, une tante, ou enfin les seules personnes qui échappent à tout soupçon ». La discipline ecclésiastique a ensuite connu une évolution différente dans les Églises d'Orient et d'Occident : pour l'historienne Odette Pontal, « Le célibat ecclésiastique qui, du Ier au IVe siècle, avait été en honneur sans être obligatoire, tomba du IVe au XIIe siècle sous le coup de lois très précises et beaucoup plus rigoureuses en Occident qu’en Orient : tout l’Occident reste en effet très ferme à proclamer que les évêques, prêtres et diacres mariés doivent s’abstenir de tous rapports conjugaux. Le mariage est interdit aux clercs déjà engagés dans les ordres ». Cependant, l'interprétation de Nicée, comme le note Cochini, reste ouverte : dès le XIe siècle une controverse éclate entre Bernold de Constance et le Chanoine Alboin pour savoir si les épouses légitimes font partie des femmes « qui échappent à tous soupçon » et si, dans ce cas, la continence est imposée.

#### À partir duVIIesiècle
Au XIe siècle, lors du concile de Rome en 1074, Grégoire VII rappelle l'obligation de choisir le clergé parmi les célibataires en Occident. Toutefois, cette consigne sera peu respectée jusqu'au XIIe siècle. L'église recrute ses prêtres parmi des hommes déjà mariés et de nombreux papes comme Félix III ont des enfants. La réforme grégorienne, soucieuse de préserver le patrimoine de l'Église et de soustraire les clercs mariés à la tentation de s'enrichir pour transmettre un bon héritage à leurs enfants, impose une nouvelle législation canonique qui menace d'excommunier tous les prêtres mariés : les synodes célébrés de Léon IX à Urbain II promulguent cette législation, le pape Grégoire VII réitère le caractère obligatoire du célibat des prêtres et condamne en 1079 toutes les tentatives de justifier historiquement et théologiquement le mariage des prêtres.
Lors de la Réforme protestante, Luther et à sa suite tous les réformateurs, comme certains des opposants à la décision du Concile de Nicée, soulignent la valeur du mariage des clercs sur le plan théologique comme sur le plan moral (étant donné les constats d'inconduite de certains ecclésiastiques). Ces idées sont partagées par une partie de la chrétienté catholique, dont Niccolò Tedeschi (dit Panormitanus), Erasme, Thomas Cajetan, et les empereurs romains germaniques Charles Quint, Ferdinand I et Maximilien II, mais le Concile de Trente, dans son canon n°9, ferme la porte à toute évolution.
Le catholicisme approfondit la réflexion sur le sens du célibat sacerdotal au cours des siècles suivants. Depuis François-René de Chateaubriand dans son Génie du christianisme jusqu'à l'encyclique tout entière consacrée par Paul VI au sujet, l'encyclique Sacerdotalis caelibatus, les regards se sont petit à petit concentrés sur le Christ prêtre. « Le dévouement qui conforme le prêtre au Christ et l’offrande exclusive de lui-même pour le Règne de Dieu trouvent une expression particulière. Le fait que le Christ lui-même, prêtre pour l’éternité, ait vécu sa mission jusqu’au Sacrifice de la croix dans l’état de virginité constitue le point de référence sûr pour recueillir le sens de la tradition de l’Église latine sur cette question. Il n’est donc pas suffisant de comprendre le célibat sacerdotal en termes purement fonctionnels. En réalité, il est une conformation particulière au style de vie du Christ lui-même », écrit Benoît XVI. 
Aujourd'hui donc, les prêtres catholiques de rite romain, le jour de leur ordination, font promesse de célibat et d'obéissance à leur évêque, tandis que les moines suivent les trois conseils évangéliques en faisant vœu d'obéissance, de pauvreté et de chasteté. Cependant, un célibat qui ne serait pas chaste inciterait à des fautes graves, et ce serait un scandale et un sacrilège : cette obligation du célibat est une conséquence de l'obligation de chasteté véritable ou continence parfaite.
Le Code de droit canonique de 1983 précise : « Can. 277 – § 1. Les clercs sont tenus par l’obligation de garder la « continence parfaite et perpétuelle » à cause du Royaume des Cieux, et sont donc astreints au célibat, don particulier de Dieu par lequel les ministres sacrés peuvent s’unir plus facilement au Christ avec un cœur sans partage et s’adonner plus librement au service de Dieu et des hommes.
§ 2. Les clercs se conduiront avec la prudence voulue dans leurs rapports avec les personnes qui pourraient mettre en danger leur devoir de garder la continence ou causer du scandale chez les fidèles. » Ce principe ne vaut que pour l'Église catholique « latine ».
En revanche, dans les Églises catholiques orientales, donc rattachées à Rome, les usages suivent des traditions proches des Églises orthodoxes. Ainsi il peut arriver que des évêques catholiques romains ordonnent des prêtres mariés catholiques arméniens proposés par leur communauté de fidèles.
Exceptionnellement, l'Église catholique de rite latin peut accueillir individuellement dans ses rangs des prêtres déjà mariés provenant d'autres Églises, comme cela s'est déjà produit pour des prêtres originaires de la Communion anglicane (Haute Église).

### Églises orthodoxes et christianismes orientaux à partir duVIIesiècle
Le concile in Trullo au VIIe siècle fait apparaître au jour la divergence qui s'était installée entre les pratiques des églises d'Orient et d'Occident en matière de continence et de célibat des clercs. Convoqué par l'empereur d'Orient, il ne rassemble que des évêques orientaux. Les décrets adoptés en matière de discipline ecclésiastique sont rejetés par le pape Serge Ier et ses successeurs comme contraires aux usages de Rome. Le célibat n'y est obligatoire que pour les moines et les membres de l'épiscopat. C'est pourquoi les évêques sont fréquemment choisis parmi les moines.
Cette discipline orientale sera en partie étendue à l’Église catholique romaine lors du Concile Vatican II, puisque, avec le rétablissement du diaconat permanent, il y est de nouveau licite d'ordonner des hommes mariés, cette fois-ci en les laissant libres d'user de leur mariage.

### Protestantisme

#### Autorisation du mariage des pasteurs
Dès 1520, le réformateur allemand Martin Luther donne son appui au mariage des religieux, ce qui sera suivi en 1521 par le mariage de nombreux prêtres et religieuses supportant la réforme. Il croyait en la sanctification de la vie conjugale. Luther, un ancien moine, s'est marié en 1525 avec une ancienne religieuse, Catherine de Bora. Se fondant sur cette position, les ministres (hommes et femmes) protestants peuvent se marier. Martin Luther jugeait le vœu de chasteté légitime dans la mesure où il était possible de le révoquer et s’il n’était pas adopté par contrainte.

#### Diaconesses
Dans le protestantisme, un mouvement de diaconesses célibataires s'est développé en Allemagne, dès 1836 lorsque le pasteur luthérien Theodor Fliedner et son épouse Friederike Münster ont ouvert la première maison-mère des diaconesses à Kaiserswerth, inspirée par les diaconesses existantes chez les mennonites, avant de rejoindre l'Angleterre . Elles choisissent le célibat pas par obligation, mais parce que cela leur permet de se consacrer à la mission de leur organisation . On leur doit la professionnalisation du métier d'infirmière comme l'indique le mot allemand qui désigne les professionnelles du soin infirmier : Schwester. En France, la communauté des Diaconesses de Reuilly a été fondée en 1841 à Paris dans le même esprit. 
Le cinéma a donné une fugace représentation de ces moniales dans un film tiré des Destinées sentimentales de Jacques Chardonne : Diaconesses de Reuilly.

#### Célibat des femmes pasteurs réformés en France (1949-1968)
Si des mouvements religieux protestants tels que l’Armée du Salut donnent d'emblée à la femme un rôle équivalent à celui de l'homme, il n'en est pas toujours allé de même pour les églises historiques comme l'Église réformée de France. Ainsi en 1949, après 4 ans de débats, le synode de l'Église réformée de France accorda à Mademoiselle Élisabeth Schmidt la consécration pastorale à condition de rester célibataire. Des arguments non théologiques, marqués par les conventions sociales de l'époque, ont conduit la majorité des délégués synodaux à cette décision. Il faut attendre 1965 pour que cette décision soit remise en cause et 1968 pour que soit reconnu aux pasteurs femmes le droit de se marier et d'avoir des enfants,.
Ce recul est d'autant plus curieux que la première Guerre mondiale avait eu raison de bien des résistances dues aux conventions sociales. Des femmes avaient reçu une délégation pastorale dans l'Église réformée en France, par exemple Mme René Ffender, née Marguerite Gueylard (1889-1976), qui fut pasteur des Églises réformées évangéliques à Troissy-en-Champagne, puis à Choisy-le-Roy entre 1916 et 1919, son mari étant mobilisé comme aumônier, ou bien, Mme Bourquin, qui remplaça son mari, mort pour la France, comme pasteur à la tête d’un poste de la Société chrétienne du Nord, filiale de la Société centrale évangélique (SCE).

## Hindouisme
Dans l'hindouisme, les prêtres doivent être mariés pour pratiquer les cérémonies. Dans la caste des brahmanes, le mariage est permis mais la plupart restent célibataires et se consacrent au culte.

## Bouddhisme
Dans toutes les formes du bouddhisme, aussi bien Hinayana et Mahayana que Vajrayana, le moine fait vœu de célibat et de chasteté. Néanmoins dans le Vajrayana du Tibet, la secte (entendue ici dans son acception d'école bouddhiste, pas au sens français du terme qui témoigne une connotation péjorative) des « Bonnets Rouges », les Nyingmapa, accepte dans ses rangs des lamas mariés. Dire que ce ne sont pas des moines au sens propre témoigne une transposition inconsciente du schéma de pensée ayant court dans la société occidentale chrétienne où le monachisme serait une vie solitaire empêchant la participation des maîtres laïcs mariés à la pratique du Nyingmapa. Forme la plus ancienne de la tradition bouddhiste où se pratiquent le bouddhisme tantrique, ces maitres laïcs  vivent intensément une vie spirituelle tout en étant mariés et en ayant des enfants. L'épouse est généralement choisies pour soutenir son mari et l'aider dans son cheminement spirituel. En règle générale, elle-même est une femme de grande spiritualité. Il existe de nombreux saints mariés dans le bouddhisme tantrique qui sont parvenus à devenir Arhat. Sous cette réserve, dans le bouddhisme en général, le moine est un homme ou une femme qui renonce à tous les aspects de la vie terrestre, y compris charnels, pour atteindre l'Éveil ou Nirvana. Pour ce faire, il renonce donc à la vie de couple et fait vœu de célibat et de chasteté (chasteté ou abstinence ? Deux notions souvent confondus dans l'histoire du christianisme selon Christian Bazantay dans son étude sur « Les prescriptions sexuelles dans le Catéchisme de l'Église catholique aujourd'hui » publiée dans la revue Topique (2016/1 n°134, pp. 37-48).